# Gengar
Gengar (ゲンガー, Gengā) is een fictief wezen uit de Pokémon-franchise, die is ontwikkeld door Game Freak en uitgegeven door Nintendo en The Pokémon Company. Gengar werd geïntroduceerd in de eerste generatie van de Pokémon-videospellen en heeft het nummer 094 in de Pokédex.  Het behoort tot het type Spook en Gif en is de laatste evolutie in een evolutionaire lijn die begint bij Gastly en via Haunter leidt tot Gengar.

## Ontwerp en kenmerken
Gengar is een paars, schaduwachtig wezen met een brede grijns, rode ogen en korte stekelige oren. Het ontwerp van Gengar is geïnspireerd op het idee van een ondeugende geest of schaduw. Volgens officiële beschrijvingen jaagt Gengar op mensen en Pokémon door zich in hun schaduw te verbergen. Zijn speelse, maar soms sinistere aard wordt vaak benadrukt in de animatieserie en Pokédex-beschrijvingen. 

### Evolutie
Gengar is de derde fase in een evolutielijn:
- Gastly → (vanaf level 25) → Haunter → (door ruilen) → Gengar[3]

In latere generaties kreeg Gengar ook toegang tot een Mega-evolutie, genaamd Mega Gengar, en in de achtste generatie tot een speciale Gigantamax-vorm, met unieke verschijning en aanval. 

## Verschijningen

#### In de spellen
Gengar komt voor in tal van hoofdspellen, waaronder de oorspronkelijke Pokémon Red en Blue,  en vrijwel alle opvolgende generaties. Omdat Gengar via ruil evolueert, is hij niet altijd even gemakkelijk te verkrijgen zonder communicatie met andere spelers. Gengar staat bekend om zijn hoge snelheid en speciale aanvalskracht, wat hem populair maakt in competitieve gevechten.

#### In de animatieserie
Gengar maakte zijn debuut in een van de eerste afleveringen van de Pokémon-anime, waarin hij werd afgebeeld als een ondeugende en ietwat mysterieuze Pokémon. In latere seizoenen verschijnt Gengar vaker, zowel als bondgenoot als tegenstander. In de serie Pokémon Journeys wordt Gengar een vaste partner van hoofdpersoon Ash Ketchum. 

#### In andere media
Gengar verschijnt in spin-offspellen zoals Pokémon Mystery Dungeon, Super Smash Bros. Ultimate (als achtergrondfiguur of gevechtsitem) , en in de mobiele game Pokémon GO. Ook is hij te vinden op merchandise, in kaarten van het Pokémon Trading Card Game, en als populair cosplaypersonage.

## Populariteit
Gengar is een van de meest populaire Pokémon uit de franchise. In een wereldwijde populariteitspeiling georganiseerd door The Pokémon Company in 2020 eindigde Gengar in de top 10.  Zijn kenmerkende uiterlijk en krachtige gevechtspotentieel maken hem geliefd bij zowel casual spelers als competitieve fans.